# Emma Smith DeVoe
Emma Smith DeVoe (Roseville, 22 agosto 1848 – Tacoma, 3 settembre 1927) è stata un'attivista e suffragetta statunitense all'inizio del XX secolo, contribuendo a cambiare il volto della politica sia per le donne che per gli uomini. Alla sua morte, il Tacoma News Tribune la definì la “Madre del suffragio femminile” dello Stato di Washington.

## Primi anni di vita
Emma Smith DeVoe nacque il 22 agosto 1848 a Roseville, nell'Illinois. Da bambina assistette a un discorso di Susan B. Anthony, che la ispirò a diventare una suffragetta quando aveva solo otto anni. Nel 1880 sposò John Henry DeVoe, un veterano dell'Unione della guerra civile americana del 9° Artiglieria Pesante di New York, che la sostenne per tutta la vita e la aiutò nelle sue campagne che, oltre al suffragio femminile, comprendevano la riforma, la statalizzazione e la temperanza. Con il tempo divenne un'eccellente oratrice pubblica e fu consigliata da Susan B. Anthony stessa.

## Carriera
La DeVoe fece una campagna per un emendamento sul suffragio nel Sud Dakota nel 1890. Grazie alle sue capacità organizzative, nel 1895 fu scelta per organizzare un gruppo ufficiale di suffragio nello Stato dell'Idaho. I suoi discorsi erano incentrati sull'idea che esistevano, in effetti, soluzioni pacifiche ai conflitti internazionali e che, conquistando il diritto di voto, le donne sarebbero state in grado di aiutare in questa situazione, apportando passivamente dei cambiamenti.

Le donne dell'Idaho ottennero il diritto di voto nel 1896 grazie alle sue garbate ma efficaci capacità oratorie. Alla fine tenne discorsi e organizzò nuovi gruppi di suffragio in 28 Stati e territori. Ad esempio, la National American Woman Suffrage Association la inviò in Kentucky, dove viaggiò per lo Stato dal 7 ottobre al 3 novembre 1897. Coordinando il suo tour con la Kentucky Equal Rights Association (KERA), lavorò in 15 città in meno di un mese, raccogliendo denaro dai comizi e quote dalle otto nuove organizzazioni locali che aiutò a fondare.

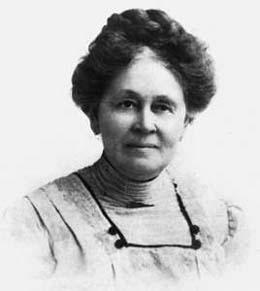
Emma Smith DeVoe

In una delle sue prime tappe in Kentucky, portò il necessario sostegno nazionale ai membri assediati della Madison County Equal Rights Association, uno dei primi club permanenti di suffragio nel Sud. Nel rapporto del club a KERA sulla conferenza di DeVoe al tribunale di Richmond il 9 ottobre 1897, Kate Rose Wiggins scrisse che la DeVoe era "un'ottima argomentatrice, che aveva dato una risposta chiara e convincente a tutte le obiezioni contro il suffragio femminile. La sua conferenza è stata molto apprezzata e diversi [nuovi membri] si sono aggiunti al nostro gruppo”.
Era brava a costruire coalizioni con i lavoratori, i gruppi maschili e le Associazioni Grange. Condusse sondaggi per determinare la posizione degli elettori sulla questione del suffragio. Fu artefice dell'attuazione di molte strategie di alto profilo, come la pubblicazione di libri di cucina, l'organizzazione di giornate femminili e l'affissione di manifesti nei quartieri. Spesso iniziava i suoi discorsi con l'affermazione: “Non c'è nulla nella Costituzione degli Stati Uniti che possa impedire alle donne il diritto di voto”.

### Stato di Washington
I DeVoe si trasferirono a Tacoma, Washington, nel 1905. Nel 1906, fu nominata presidente della Washington Equal Suffrage Association di Washington, occupandosi della rinascita del movimento. Lavorò come organizzatrice retribuita sotto Anna Howard Shaw e la National American Woman Suffrage Association, dove organizzò capitoli di suffragiste, fissò incontri e tenne conferenze. Presso la Washington Equal Suffrage Association aggiunse nuove tattiche come l'affissione di manifesti, i raduni, le sfilate, le trovate pubblicitarie e i discorsi di vario tipo per soddisfare le esigenze della campagna di Washington.
Pubblicò Washington Women's Cook Book (Libro di cucina delle donne di Washington) nel 1908, in parte come raccolta fondi per il movimento suffragista e anche per dimostrare che l'ottenimento del diritto di voto non avrebbe cambiato il ruolo domestico delle donne. La pagina del titolo del libro di cucina recitava: "Dateci il voto e noi cucineremo/ Il meglio per una visione ampia". Rafforzare il fatto che le donne non avrebbero abbandonato i loro doveri domestici una volta ottenuto il diritto di voto, come temevano molti uomini all'epoca, fu una strategia chiave della campagna di Emma. Questi metodi e la sua posizione portarono le donne a conquistare il diritto di voto nel 1910 con una maggioranza del 64%, rendendo Washington il quinto Stato del Paese a concedere il suffragio femminile.
Alla convention NAWSA del 1909 a causa delle lamentele di alcuni membri della Washington Equal Suffrage Association per le tattiche utilizzate da DeVoe per essere eletta presidente, la DeVoe perse il suo stipendio dalla NAWSA. Tuttavia, continuò la sua battaglia per il suffragio femminile a Washington, e nel novembre 1910 gli elettori approvarono il suffragio femminile con un margine di due a uno.
Nel 1911, dopo il suo rigetto da parte della NAWSA, seguito dai suoi successi nello Stato di Washington, divenne una fondatrice del National Council of Women Voters (NCWV), apartitico, composto da donne dei cinque Stati con parità di suffragio: Wyoming, Colorado, Idaho, Utah e Washington.
Il NCWV fu creato per assistere gli Stati che non avevano movimenti di suffragio, per migliorare le condizioni nei cinque Stati membri e per migliorare lo status politico, sociale ed economico delle donne. Prima della convention NAWSA del marzo 1919, la DeVoe approvò un piano per fondere il NCWV con il successore NAWSA, la National League of Women Voters. Gli storici si riferiscono spesso al NCWV come a un primo prototipo della LWV.
Creando legami sia con i repubblicani che con i democratici, riuscì infine a convincere la legislatura di Washington a ratificare il Diciannovesimo Emendamento nel 1920.

## Gli ultimi anni e la morte
La DeVoe scelse di diventare una repubblicana molto attiva politicamente, dopo gli impegnativi anni di lavoro per il movimento del suffragio. Alla convention statale repubblicana del 1920, fu l'unica donna ad essere scelta come elettore presidenziale. In seguito, iniziò a scrivere una rubrica repubblicana dal punto di vista delle donne per il Tacoma News Tribune e alla fine fu nominata vicepresidente del Partito Repubblicano dello Stato di Washington. Fu una delle prime persone a proporre l'idea di votare in base ai temi piuttosto che per un partito specifico.
Il 3 settembre 1927 morì all'età di 79 anni. È stata inserita nella National Women's Hall of Fame nel 2000.